# Episodi di Le inchieste di Boston Blackie (prima stagione)
La prima stagione della serie televisiva Le inchieste di Boston Blackie è andata in onda negli Stati Uniti dal 10 settembre 1951 al 3 marzo 1952 in syndication.
| nº | Titolo originale       | Prima TV USA      | Titolo italiano | Prima TV Italia |
| -- | ---------------------- | ----------------- | --------------- | --------------- |
| 1  | Murder Train           | 10 settembre 1951 |                 |                 |
| 2  | Cop Killer             | 17 settembre 1951 |                 |                 |
| 3  | Oil Field Murder       | 24 settembre 1951 |                 |                 |
| 4  | Phone Booth Murder     | 1º ottobre 1951   |                 |                 |
| 5  | Blind Beggar           | 8 ottobre 1951    |                 |                 |
| 6  | Fortune Teller         | 15 ottobre 1951   |                 |                 |
| 7  | Scar Hand              | 22 ottobre 1951   |                 |                 |
| 8  | Faraday Murder Case    | 29 ottobre 1951   |                 |                 |
| 9  | Beach Murder           | 5 novembre 1951   |                 |                 |
| 10 | Gang Murder            | 12 novembre 1951  |                 |                 |
| 11 | Toy Factory Murder     | 19 novembre 1951  |                 |                 |
| 12 | Roller Coaster Murder  | 26 novembre 1951  |                 |                 |
| 13 | High Voltage Murder    | 3 dicembre 1951   |                 |                 |
| 14 | Waterfront Murder      | 10 dicembre 1951  |                 |                 |
| 15 | Griffith Park Murder   | 17 dicembre 1951  |                 |                 |
| 16 | The Devil's Daughters  | 24 dicembre 1951  |                 |                 |
| 17 | The Crusader           | 31 dicembre 1951  |                 |                 |
| 18 | Death by Dictation     | 7 gennaio 1952    |                 |                 |
| 19 | The Lying Blackmailer  | 14 gennaio 1952   |                 |                 |
| 20 | Delmark Diamond Case   | 21 gennaio 1952   |                 |                 |
| 21 | Bad Time Charlie       | 28 gennaio 1952   |                 |                 |
| 22 | Mother Wore Blinkers   | 4 febbraio 1952   |                 |                 |
| 23 | The Director's Dilemma | 11 febbraio 1952  |                 |                 |
| 24 | Red Hot Murder         | 18 febbraio 1952  |                 |                 |
| 25 | Chinese Lottery        | 25 febbraio 1952  |                 |                 |
| 26 | The Big H Murder       | 3 marzo 1952      |                 |                 |

## Murder Train
- Diretto da:
- Scritto da:

### Trama
- Interpreti: Kent Taylor (Boston Blackie), Lois Collier (Mary Wesley), Frank Orth (ispettore Faraday), Frank Richards (Muscles Malloy), Douglas Evans (Steve Crane), Ben Welden (Slugs), Edward Clark (conducente), John Berkes (Smokey), Billy Nelson (Louie Gordon), Paul Maxey (Tony Warren)

## Cop Killer
- Diretto da:
- Scritto da:

### Trama
- Interpreti: Kent Taylor (Boston Blackie), Lois Collier (Mary Wesley), Frank Orth (ispettore Faraday), Richard Crane (Tommy Adams), Frank Mitchell (Fred Carson), George Pembroke (Carl Millman), Sam Scar (Hank), Harte Wayne ( della poliziaDispatcher), Troy Melton (ufficiale Kelly), Bill Catching (ufficiale Bill), Jack Mulhall (Cafe Owmer), David Janssen (Armored Car Driver)

## Oil Field Murder
- Diretto da:
- Scritto da:

### Trama
- Interpreti: Kent Taylor (Boston Blackie), Lois Collier (Mary Wesley), Frank Orth (ispettore Faraday), Pamela Blake (Brenda), Jean Willes (Jewel Howard), Jim Diehl, Lester Dorr, Frank Hagney, Tom Kennedy, Thayer Roberts, Bill Catching (poliziotto)

## Phone Booth Murder
- Diretto da:
- Scritto da:

### Trama
- Interpreti: Kent Taylor (Boston Blackie), Lois Collier (Mary Wesley), Frank Orth (ispettore Faraday), William Haade, Frank Jaquet, William F. Leicester, John Merton, Mary Ellen Popel, Marshall Reed, Carlo Schipa, Fred Sherman

## Blind Beggar
- Diretto da:
- Scritto da:

### Trama
- Interpreti: Kent Taylor (Boston Blackie), Lois Collier (Mary Wesley), Frank Orth (ispettore Faraday), Thayer Roberts, Lester Dorr, Tom Kennedy, Sondra Rodgers (Lucy), John Clifford Brooke, Joseph J. Greene

## Fortune Teller
- Diretto da:
- Scritto da:

### Trama
- Interpreti: Kent Taylor (Boston Blackie), Lois Collier (Mary Wesley), Frank Orth (ispettore Faraday), Louise Arthur, Connie Cezon, Hal K. Dawson, Bill Kennedy, Tom Neal, Ezelle Poule, John Sebastian, Robert Stevenson

## Scar Hand
- Diretto da:
- Scritto da:

### Trama
- Interpreti: Kent Taylor (Boston Blackie), Lois Collier (Mary Wesley), Frank Orth (ispettore Faraday), Michael Whalen, John Eldredge, Karl 'Killer' Davis (Killer), Evelyn Eaton (Vickie), Joseph Mell (Maxie), Don Brodie

## Faraday Murder Case
- Diretto da:
- Scritto da:

### Trama
- Interpreti: Kent Taylor (Boston Blackie), Lois Collier (Mary Wesley), Frank Orth (ispettore Faraday), Bill Catching, Richard Crane, Troy Melton, George Milan, Frank Mitchell, George Pembroke, Sam Scar, Frank Stanlow, Lorna Thayer

## Beach Murder
- Diretto da:
- Scritto da:

### Trama
- Interpreti: Kent Taylor (Boston Blackie), Lois Collier (Mary Wesley), Frank Orth (ispettore Faraday), Michael Vallon, Frank Jenks, Karl 'Killer' Davis, Bernadene Hayes, David Ormont, Alice Ralph, Donald Kerr, Bruce Cameron

## Gang Murder
- Diretto da:
- Scritto da:

### Trama
- Interpreti: Kent Taylor (Boston Blackie), Lois Collier (Mary Wesley), Frank Orth (ispettore Faraday), Tom Neal, Louise Arthur (Joy), Gene Roth, John Sebastian (Shiver), Charles Sullivan, Robert Stevenson (Danny), Larry Hudson

## Toy Factory Murder
- Diretto da:
- Scritto da:

### Trama
- Interpreti: Kent Taylor (Boston Blackie), Lois Collier (Mary Wesley), Frank Orth (ispettore Faraday), Wheaton Chambers, Eugene Jackson (Little Joe), Mary Kent (Mrs. Poole), Christine Larsen, Karen Randle, Marshall Reed, Fred Sherman

## Roller Coaster Murder
- Diretto da:
- Scritto da:

### Trama
- Interpreti: Kent Taylor (Boston Blackie), Lois Collier (Mary Wesley), Frank Orth (ispettore Faraday), Terry Frost (Ollie Ward), Paul Bryar (Monk), Gregg Martell, Phil Arnold, Tom Tyler

## High Voltage Murder
- Diretto da:
- Scritto da:

### Trama
- Interpreti: Kent Taylor (Boston Blackie), Lois Collier (Mary Wesley), Frank Orth (ispettore Faraday), Russ Conway, John Eldredge, John Frederick, Jack Mulhall, Mary Jane Saunders, Ted Stanhope, Ernie Venneri, Michael Whalen

## Waterfront Murder
- Diretto da:
- Scritto da:

### Trama
- Interpreti: Kent Taylor (Boston Blackie), Lois Collier (Mary Wesley), Frank Orth (ispettore Faraday), Bernadene Hayes (Mrs. Trumbull), Karl 'Killer' Davis (Turk), Frank Jenks, Aram Katcher (Dominick), Michael Vallon

## Griffith Park Murder
- Diretto da:
- Scritto da:

### Trama
- Interpreti: Kent Taylor (Boston Blackie), Lois Collier (Mary Wesley), Frank Orth (ispettore Faraday), Paul Bryar, Luther Crockett, Terry Frost, Alan Harris, Anthony Jochim, Roland Varno, Maris Wrixon

## The Devil's Daughters
- Diretto da:
- Scritto da:

### Trama
- Interpreti: Kent Taylor (Boston Blackie), Lois Collier (Mary Wesley), Frank Orth (ispettore Faraday), Christine McIntyre (Peggy Kent), Margaret Hedin (Sandra), Tristram Coffin (Mike), Keith Richards (Ted Kent), Bill Catching (poliziotto), Troy Melton (poliziotto), Bobby Jordan (cameriere)

## The Crusader
- Diretto da:
- Scritto da:

### Trama
- Interpreti: Kent Taylor (Boston Blackie), Lois Collier (Mary Wesley), Frank Orth (ispettore Faraday), Lucille Curtis, George Douglas, James Guilfoyle, Norval Mitchell, Robert Spencer, Wendy Waldron

## Death by Dictation
- Diretto da:
- Scritto da:

### Trama
- Interpreti: Kent Taylor (Boston Blackie), Lois Collier (Mary Wesley), Frank Orth (ispettore Faraday), Valerie Vernon (Madeline Warren), Stephen Chase, Pat Gleason, Paul Purcell, Bill Catching, George Meader, Sara Taft (Grandmother), David Colmans

## The Lying Blackmailer
- Diretto da:
- Scritto da:

### Trama
- Interpreti: Kent Taylor (Boston Blackie), Lois Collier (Mary Wesley), Frank Orth (ispettore Faraday)

## Delmark Diamond Case
- Diretto da:
- Scritto da:

### Trama
- Interpreti: Kent Taylor (Boston Blackie), Lois Collier (Mary Wesley), Frank Orth (ispettore Faraday), George Douglas, Roy Engel, Sam Flint, James Guilfoyle, Norval Mitchell, Robert Spencer, Wendy Waldron

## Bad Time Charlie
- Diretto da:
- Scritto da:

### Trama
- Interpreti: Kent Taylor (Boston Blackie), Lois Collier (Mary Wesley), Frank Orth (ispettore Faraday), Bill Catching, Stephen Chase, Dean Henson, Paul Keast, Walter McGrail, Paul Purcell, Valerie Vernon, Stuart Whitman

## Mother Wore Blinkers
- Diretto da:
- Scritto da:

### Trama
- Interpreti: Kent Taylor (Boston Blackie), Lois Collier (Mary Wesley), Frank Orth (ispettore Faraday), Richard Bartell, Richard Grant, Donald Kerr, Frank Marlowe, Mira McKinney, Gloria Saunders, Joe Turkel

## The Director's Dilemma
- Diretto da:
- Scritto da:

### Trama
- Interpreti: Kent Taylor (Boston Blackie), Lois Collier (Mary Wesley), Frank Orth (ispettore Faraday), Ruth Perrott (Eileen Ashton), William Henry, Hugh Prosser, Jack Roper, John Sheehan

## Red Hot Murder
- Diretto da:
- Scritto da:

### Trama
- Interpreti: Kent Taylor (Boston Blackie), Lois Collier (Mary Wesley), Frank Orth (ispettore Faraday), John Burton, Frank Marlowe, Joe Turkel (Pinky)

## Chinese Lottery
- Diretto da:
- Scritto da:

### Trama
- Interpreti: Kent Taylor (Boston Blackie), Lois Collier (Mary Wesley), Frank Orth (ispettore Faraday), Bill Catching, W.T. Chang, Michael Dale, William Hamel, George Lee, Robert W. Lee, Rudy Makoul, Troy Melton, Barbara Jean Wong, William Yip

## The Big H Murder
- Diretto da:
- Scritto da:

### Trama
- Interpreti: Kent Taylor (Boston Blackie), Lois Collier (Mary Wesley), Frank Orth (ispettore Faraday), Bill Catching, William Henry, June Kenney, Kay Morley, Hugh Prosser, Jack Roper, Tom Tyler